# Horní Smržov
Horní Smržov és un llogaret del districte de Blansko a la regió de Moràvia Meridional, República Txeca, amb una població calculada a principis de l'any 2018 de 141 habitants.
Es troba al nord de la regió, a poca distància de Brno, i prop de la riba del riu Svratka —un afluent del Dyje que, al seu torn, ho és del Danubi— i de la frontera amb les regions de Pardubice i Olomouc.